# 大成古墳群

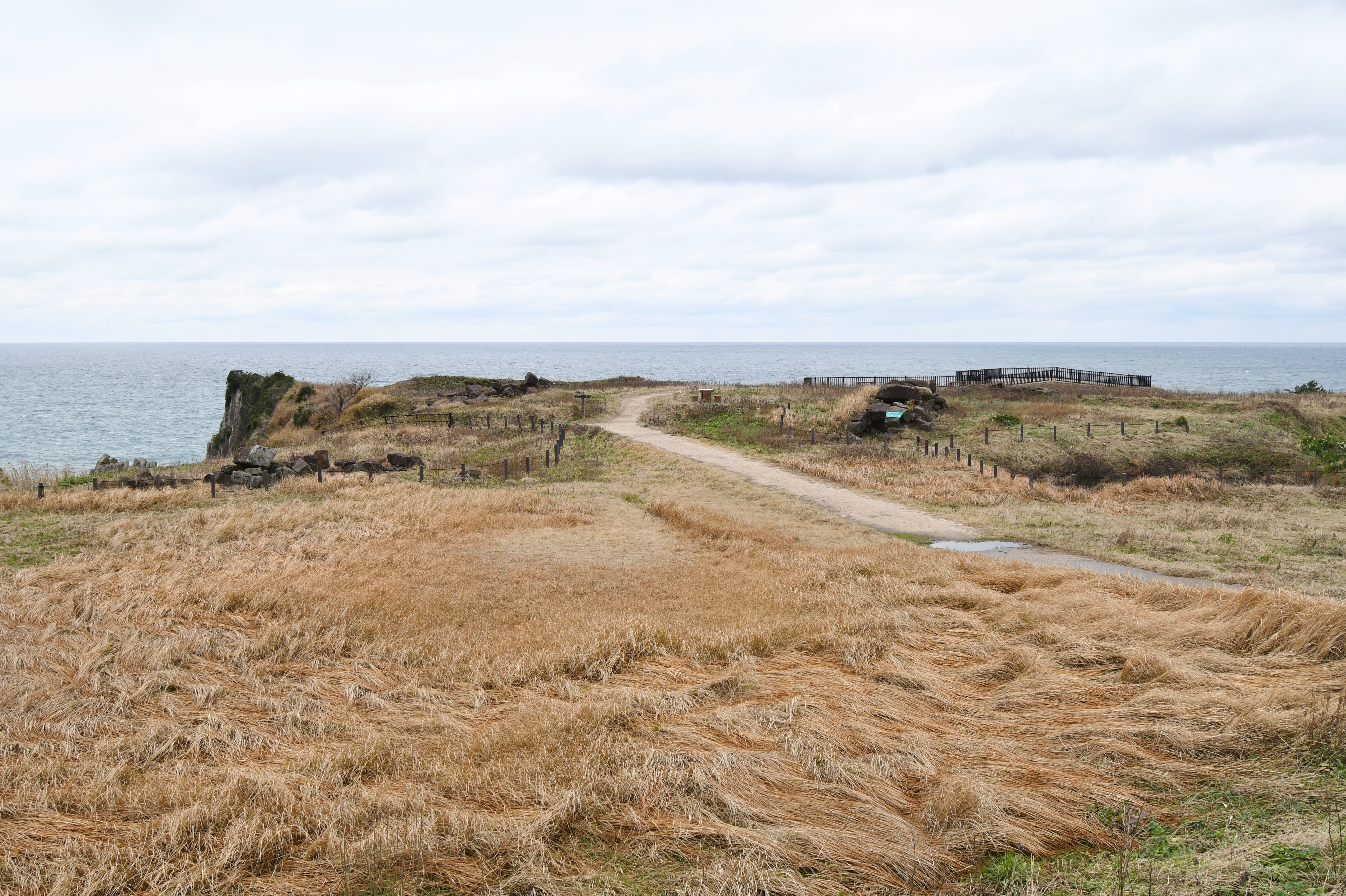
大成古墳群 概観

大成古墳群（おおなるこふんぐん）は、京都府京丹後市丹後町竹野にある古墳群（群集墳）。3基が京丹後市指定史跡に指定されている。

## 概要
京都府北部、竹野川河口東岸の日本海に半島状に突出する丘陵台地の北端、日本海・竹野川河口・立岩を一望する場所に築造された古墳である。古墳約18基が分布し、かつては産土山古墳・片山古墳群（3基以上）と同一丘陵上で20基以上からなる古墳群を形成した（国道178号によって丘陵は分断）。1967年（昭和42年）・2001-2002年度（平成13-14年度）に発掘調査が実施されている。
古墳はいずれも埋葬施設を横穴式石室とするとみられる。調査された7・8・9号墳は、削平のため墳形を明確としないが、それぞれ片袖式横穴式石室、両袖式横穴式石室、無袖式横穴式石室を埋葬施設とする。副葬品としては金環・玉類（碧玉製・瑪瑙製の勾玉・管玉やガラス小玉）・鉄製品（鉄刀・刀子・鉄鏃・鎌）・須恵器（高坏・𤭯・横瓶・提瓶・平瓶・長頸壺）・土師器（壺）などが検出されている。
築造時期は、古墳時代後期-終末期の6世紀-7世紀代と推定され、特に7号墳は6世紀末、8号墳は7世紀初頭、9号墳は8号墳に後出する時期とみられる。風光明媚な場所に立地する古墳群として知られるとともに、横穴式石室がまとまって遺存し、片袖式→両袖式→無袖式の石室の変遷を明確に示す点でも重要視される古墳群になる。
7・8・9号墳の古墳域は1986年（昭和61年）に旧丹後町指定史跡（現在は京丹後市指定史跡）に指定されている。

## 遺跡歴
- 1919年（大正8年）、『京都府史蹟勝地調査会報告』第1冊において報告。
- 1967年（昭和42年）、白南風荘建設に伴う7・8・9号墳の発掘調査（京都府教育委員会、1968年に概要報告）。
- 1986年（昭和61年）6月18日、7・8・9号墳が旧丹後町指定史跡に指定（現在は京丹後市指定史跡）。
- 2001-2002年度（平成13-14年度）、道路改良工事に伴う17・18号墳の発掘調査（京都府埋蔵文化財調査研究センター、2003年に概要報告）[2]。

## 主な古墳

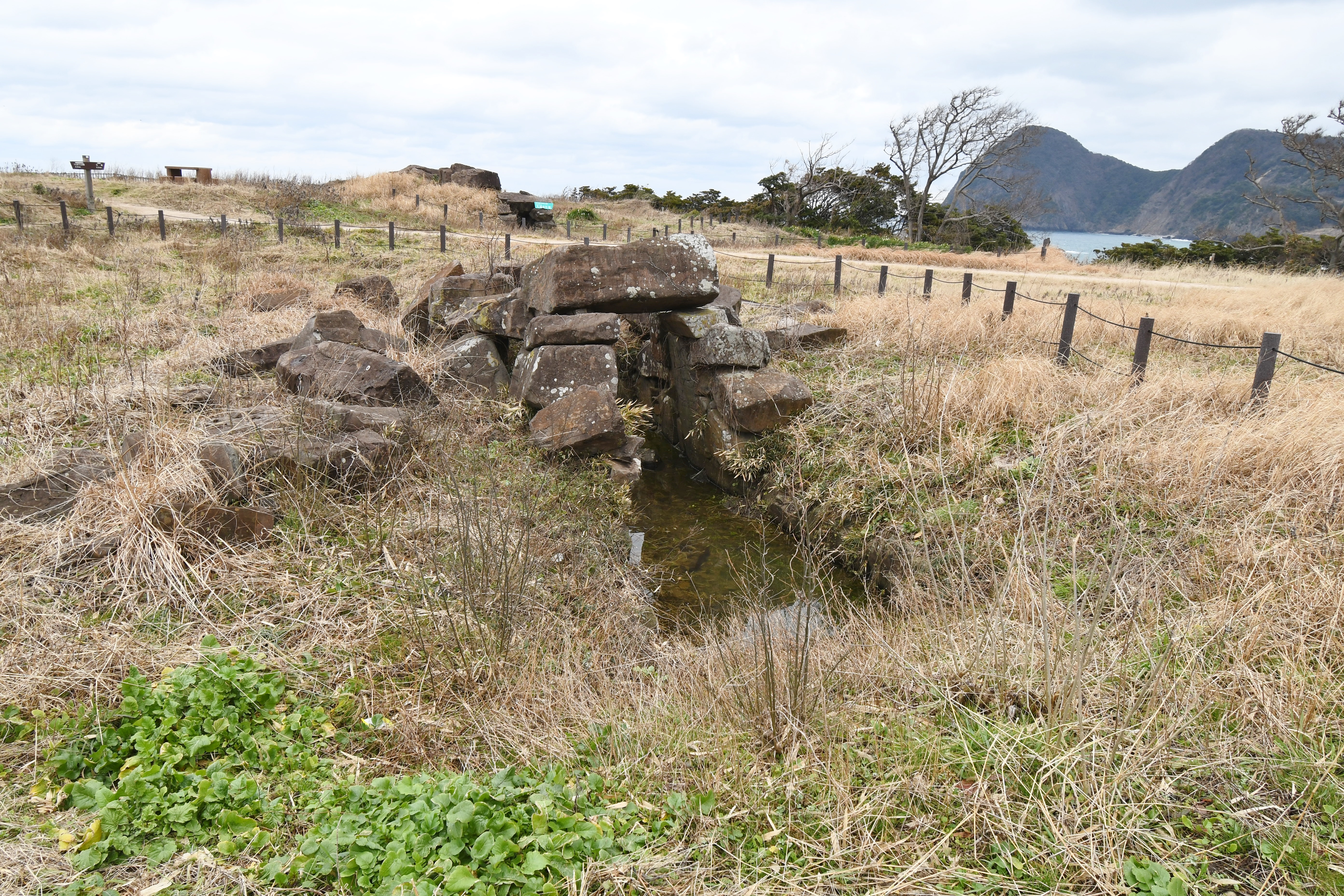
7号墳

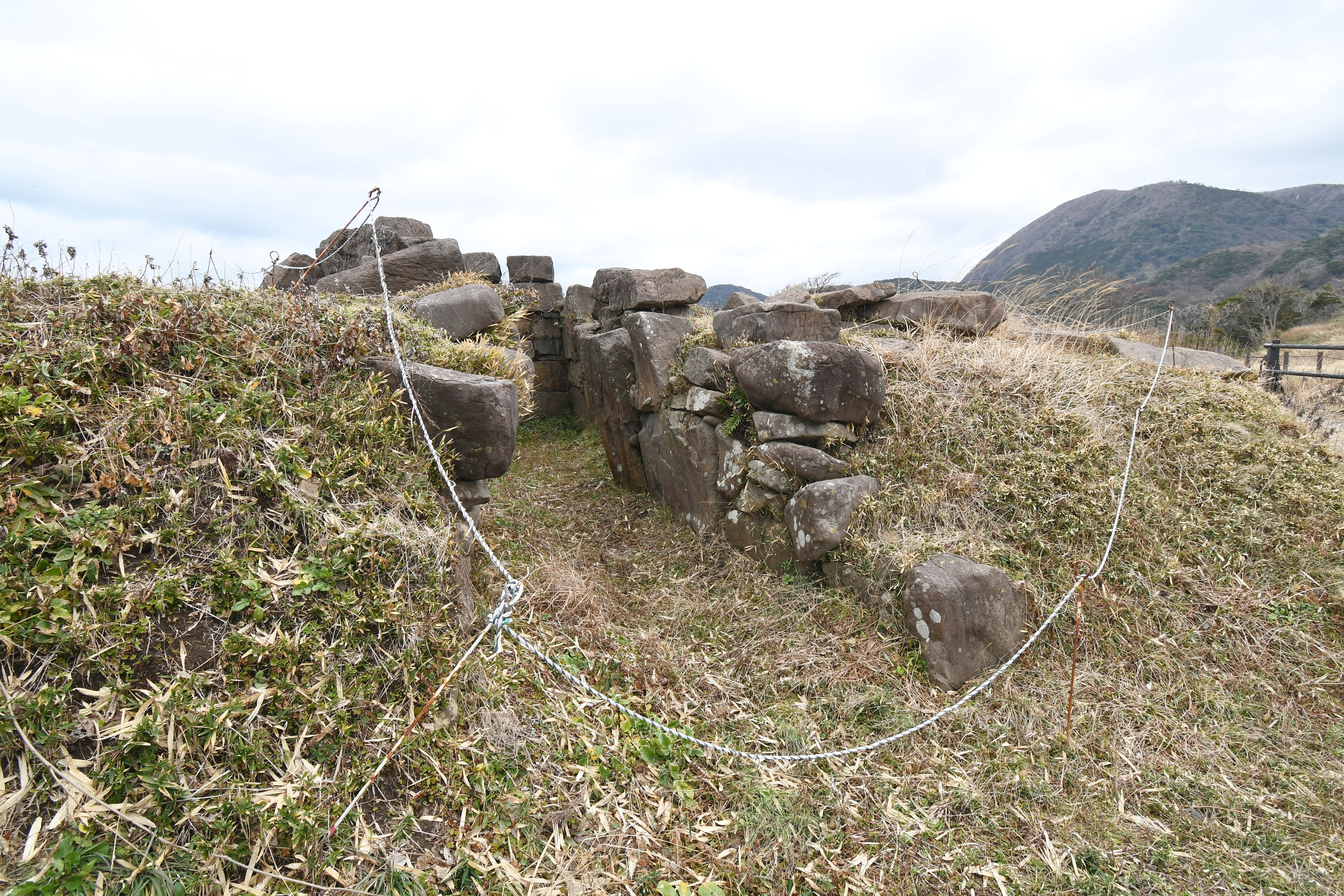
8号墳

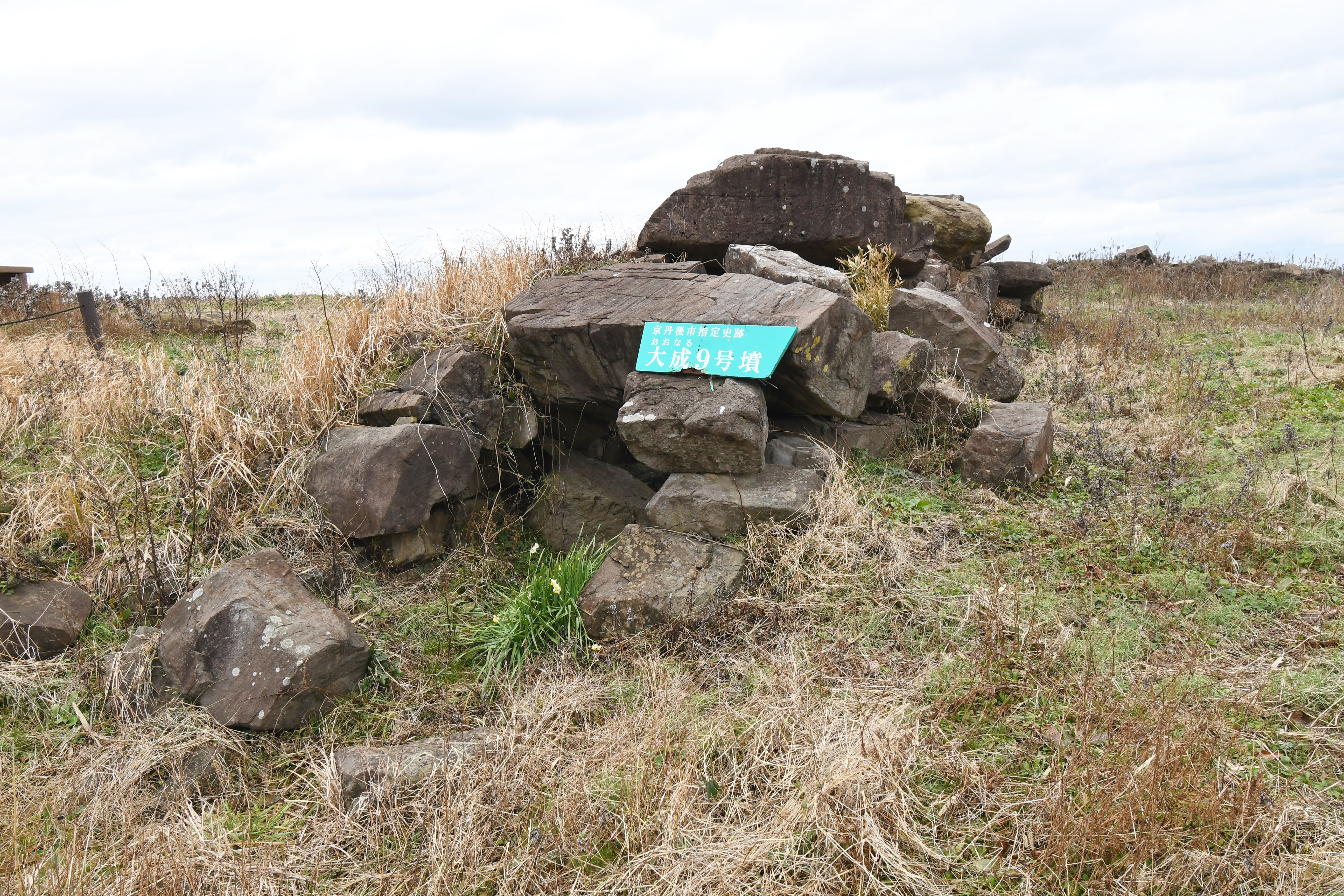
9号墳

| 古墳名                  | 埋葬施設         | 埋葬施設                        | 築造時期  | 備考                            |
| ----------------------- | ---------------- | ------------------------------- | --------- | ------------------------------- |
| 7号墳                   | 片袖式横穴式石室 | 全長10.2m 玄室長4.4m 玄室幅1.9m | 6世紀末   | 1967年発掘調査 京丹後市指定史跡 |
| 8号墳                   | 両袖式横穴式石室 | 全長8.7m 玄室長4.5m 玄室幅2.5m  | 7世紀初頭 | 1967年発掘調査 京丹後市指定史跡 |
| 9号墳                   | 無袖式横穴式石室 | 全長10.0m 幅1.6m                | 8号墳の後 | 1967年発掘調査 京丹後市指定史跡 |
| 16号墳                  | 横穴式石室       |                                 |           | 2002年一部発掘調査              |
| 17号墳 （愛宕神社古墳） | 横穴式石室       |                                 |           | 2001年発掘調査 調査後全壊       |
| 18号墳                  | 横穴式石室       |                                 |           | 2002年発掘調査 調査後全壊       |

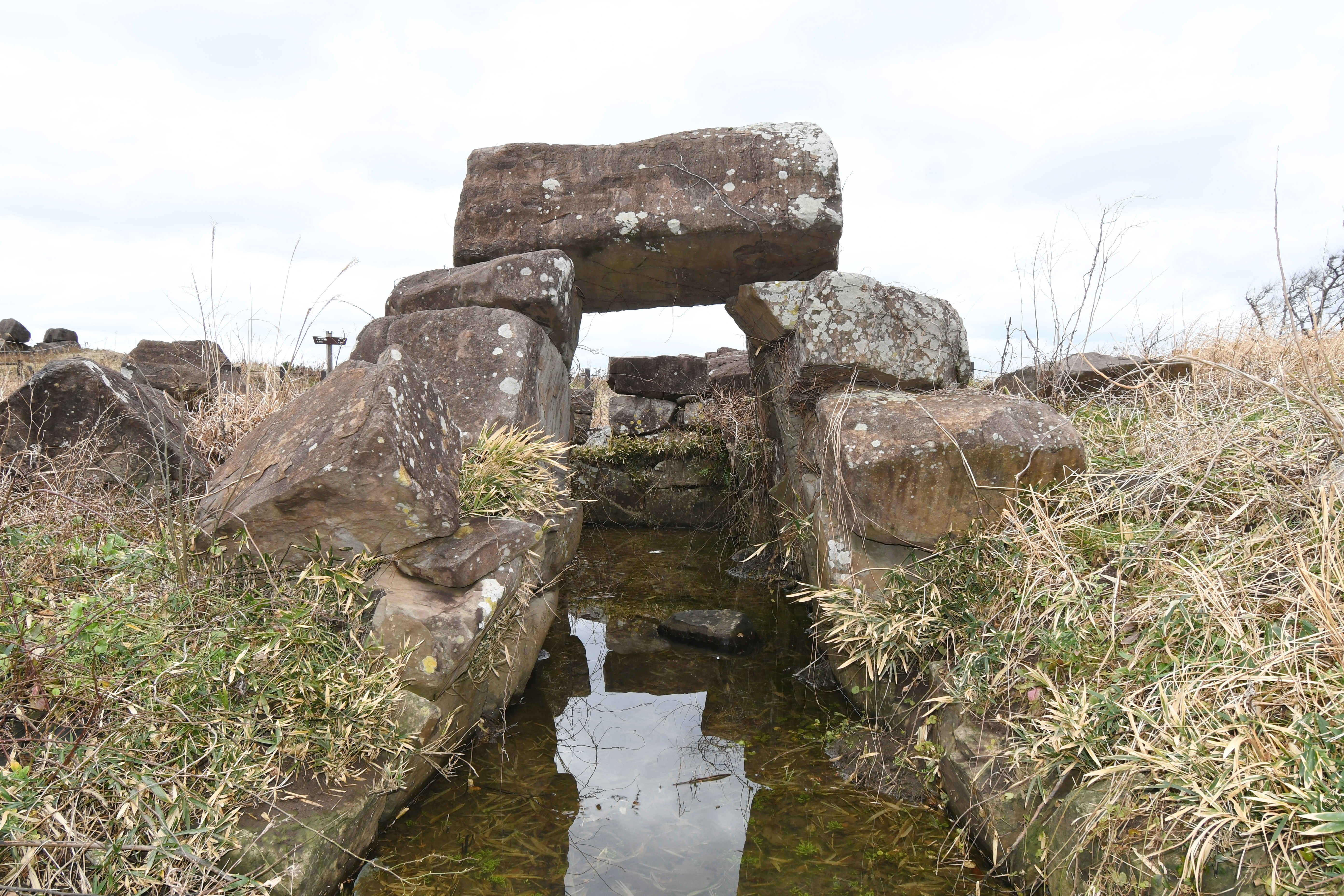
7号墳 石室羨道
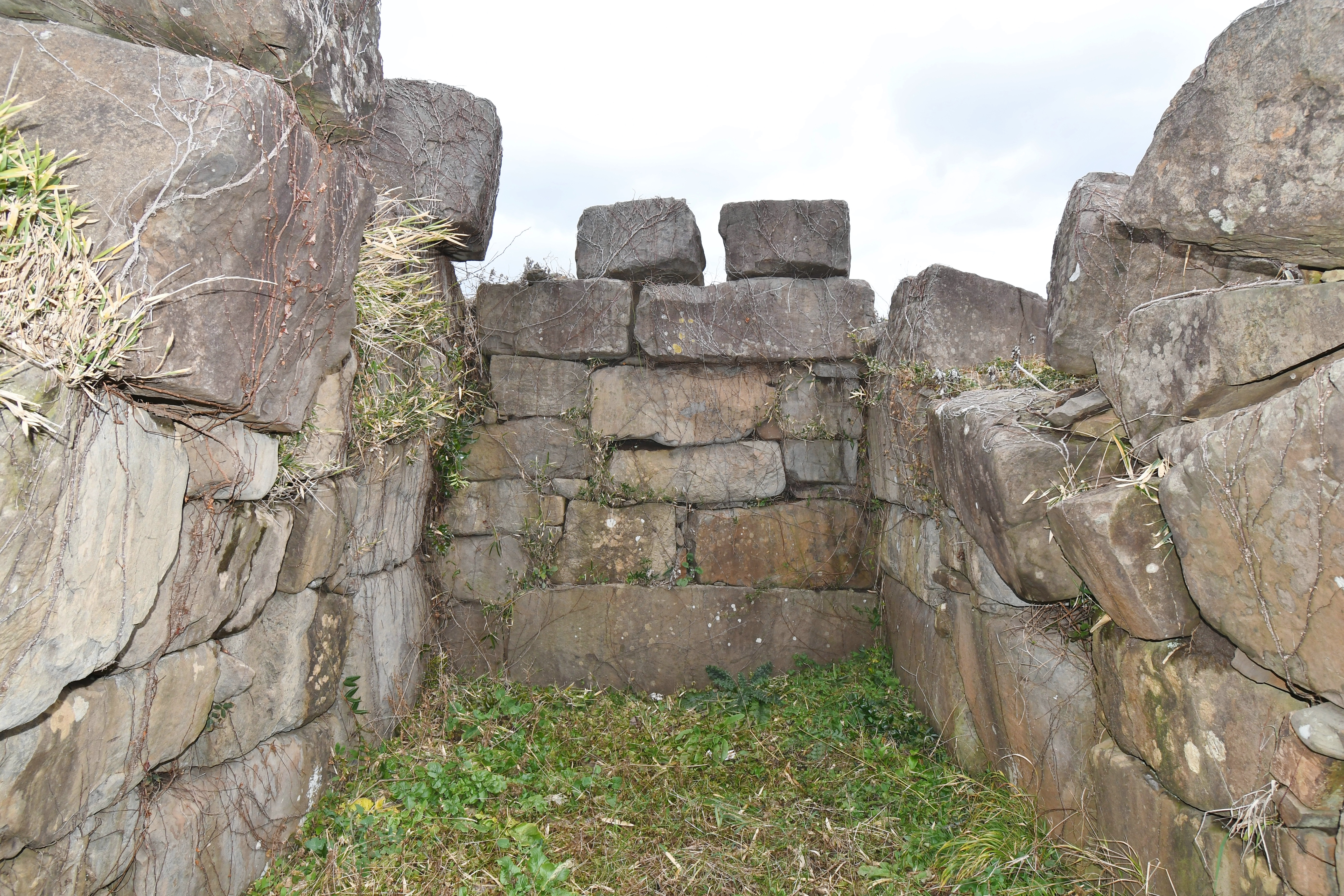
8号墳 石室玄室
8号墳 石室俯瞰図
8号墳 石室展開図
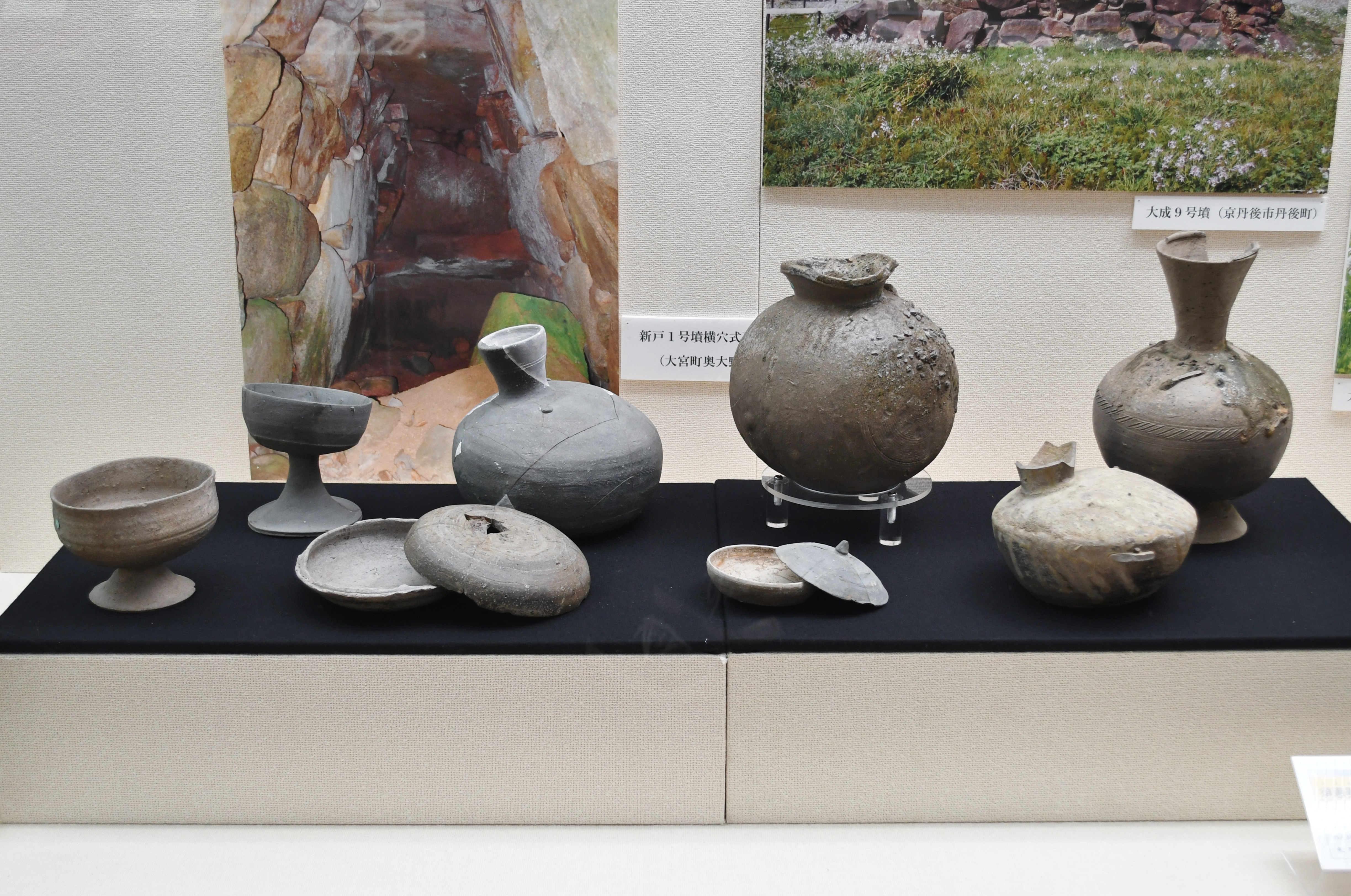
大成古墳群出土須恵器 京都府立丹後郷土資料館展示。

## 文化財

### 京丹後市指定文化財
- 史跡
  - 大成古墳群 - 7・8・9号墳。1986年（昭和61年）6月18日指定。

## 関連施設
- 京丹後市立丹後古代の里資料館（京丹後市丹後町宮）

## 関連文献
（記事執筆に使用していない関連文献）
- 「竹野ノ古墳群」『京都府史蹟勝地調査會報告』 第一冊、京都府、1919年。 - リンクは国立国会図書館デジタルコレクション。
- 「大成古墳群発掘調査概要」『埋蔵文化財発掘調査概報（1968）』京都府教育委員会、1968年。